# Liegi-Bastogne-Liegi 2023
La Liegi-Bastogne-Liegi 2023, centonovesima edizione della corsa e valevole come diciannovesima prova dell'UCI World Tour 2023 categoria 1.UWT, si svolse il 23 aprile 2023 su un percorso di 258,1 km, con partenza e arrivo a Liegi, in Belgio. La vittoria fu appannaggio del belga Remco Evenepoel, il quale completò il percorso in 6h15'49", alla media di 41,206 km/h, precedendo il britannico Thomas Pidcock e il colombiano Santiago Buitrago.
Sul traguardo di Liegi 113 ciclisti, dei 172 partiti dalla medesima località, portarono a termine la competizione.

## Squadre e corridori partecipanti
| N.      | Cod. | Squadra               |
| ------- | ---- | --------------------- |
| 1-7     | SOQ  | Soudal Quick-Step     |
| 11-17   | ADC  | Alpecin-Deceuninck    |
| 21-27   | TJV  | Jumbo-Visma           |
| 31-37   | IGD  | Ineos Grenadiers      |
| 41-47   | LTD  | Lotto Dstny           |
| 51-57   | BOH  | Bora-Hansgrohe        |
| 61-67   | TBV  | Bahrain Victorious    |
| 71-77   | MOV  | Movistar Team         |
| 81-87   | EFE  | EF Education-EasyPost |
| 91-97   | UAD  | UAE Team Emirates     |
| 101-107 | IPT  | Israel-Premier Tech   |
| 111-117 | ARK  | Team Arkéa-Samsic     |
| 121-127 | GFC  | Groupama-FDJ          |

| N.      | Cod. | Squadra                  |
| ------- | ---- | ------------------------ |
| 131-137 | TEN  | TotalEnergies            |
| 141-147 | ACT  | AG2R Citroën Team        |
| 151-157 | DSM  | Team DSM                 |
| 161-167 | ICW  | Intermarché-Circus-Wanty |
| 171-177 | COF  | Cofidis                  |
| 181-187 | UXT  | Uno-X Pro Cycling Team   |
| 191-197 | TFS  | Trek-Segafredo           |
| 201-207 | AST  | Astana Qazaqstan Team    |
| 211-217 | BWB  | Bingoal WB               |
| 221-227 | JAY  | Team Jayco AlUla         |
| 231-237 | TFB  | Team Flanders-Baloise    |
| 241-247 | EKP  | Equipo Kern Pharma       |

## Ordine d'arrivo (Top 10)
| Pos. | Corridore         | Squadra  | Tempo    |
| ---- | ----------------- | -------- | -------- |
| 1    | Remco Evenepoel   | Soudal   | 6h15'49" |
| 2    | Thomas Pidcock    | Ineos    | a 1'06"  |
| 3    | Santiago Buitrago | Bahrain  | s.t.     |
| 4    | Ben Healy         | EF       | a 1'08"  |
| 5    | Valentin Madouas  | Groupama | a 1'24"  |
| 6    | Guillaume Martin  | Cofidis  | a 1'25"  |
| 7    | Tiesj Benoot      | Jumbo    | a 1'37"  |
| 8    | Patrick Konrad    | Bora     | a 1'48"  |
| 9    | Mattias Skjelmose | Trek     | s.t.     |
| 10   | Marc Hirschi      | UAE      | s.t.     |